# 柱艾蛛
柱艾蛛（学名：Cyclosa cylindrata）为园蛛科艾蛛属的动物。在中国大陆，分布于云南等地。该物种的模式产地在云南。